# コロラトゥーラ
コロラトゥーラ（イタリア語: coloratura）は、クラシック音楽の歌曲やオペラにおいて、旋律に細かく速い音符の連なりを用いて装飾を施し、まるで声を転がすように歌う技法である。このような装飾は、音価の長い音符を音価の短い音符に分割するディミヌツィオーネ（イタリア語：diminuzione）という方法が用いられ、音価の長い白い音符から音価の短い黒い音符に変えるため、音符に色を塗るcolorireという言葉からコロラトゥーラという言葉が生まれた。このように細かく速い音符の連なりを敏捷に歌う技法をアジリタ（イタリア語：agilità）とも呼ぶ。
この技法は16世紀からロッシーニの活躍した1800年代中頃までの期間に大きく発展した。特にカストラートの歌手達によって極限まで歌唱技術が高められたが、過剰な装飾を施すことは時に音楽の本質を歪めることもあった。その中にあって、ロッシーニは楽譜に全ての装飾音を記譜し、装飾によって登場人物の心情を浮かび上がらせることに成功している。なお、このように装飾された旋律を歌うことを装飾歌唱（カント・フィオリート canto fiorito）とも言う。
しかし、ロッシーニ以降の時代は装飾的な演奏よりも力強く直接的な表現を好む方向に変化し、コロラトゥーラ・ソプラノなど一部を除いて次第に装飾歌唱の技術は忘れ去られていった。しかし、1980年に始まるロッシーニ・フェスティバル（通称ROF）での地道な活動により、再び息を吹き返し、現在ではソプラノだけではなく、テノールやバリトンなど全ての声種において装飾演奏を聞けるようになってきている。
コロラトゥーラを要求される楽曲では、具体的にはトリル、モルデント、グルペット、アルペッジョ、アッポジャトゥーラ、アッチャカトゥーラ、上行・下降の音階、跳躍が組み合わされ、華麗な演奏効果を生み出すことができる。これが使われている曲の中で特に有名なものとしては、モーツァルトの歌劇『魔笛』における第2幕の夜の女王（ソプラノ）によるアリア「復讐の炎は地獄のように我が心に燃え」がある。ロッシーニの歌劇『セビリアの理髪師』第1幕第2場でロジーナ（メゾ・ソプラノ）が歌う「今の歌声は (Una voce poco fa) 」も有名である。この他に、ロッシーニの代表的な歌劇である「タンクレイディ」「チェネレントラ」「アルジェのイタリア女」「セミラーミデ」にも華麗なコロラトゥーラを聞かせる楽曲が多く含まれている。